# Parques de Ciudad Guayana
Ciudad Guayana El 2 de julio de 1961.  El Presidente de Venezuela, Rómulo Betancourt, colocó la primera piedra de lo que es hoy Ciudad Guayana, una urbe que al crecer ha ido abarcando a San Félix y Puerto Ordaz, Matanzas, Castillito, Carhuachi, La Ceiba, Alta Vista, Yocoima, Macagua y Chirica, en la confluencia de los ríos Orinoco y Caroní.
Ciudad Guayana es como se ha venido llamando desde entonces, sin embargo, fue bautizada con el nombre histórico de Santo Tomé de Guayana.[cita requerida]

## Historia
La construcción se inició ese mismo año de acuerdo a planes que establecieron la mejor ubicación y distribución de los servicios en función de la vocación industrial de la zona.
A fin de facilitar la fundación de Santo Tomé de Guayana la Asamblea Legislativa reformó la Ley de División Territorial del Estado Bolívar el 29 de junio de 1961 para crear el Distrito Caroní y estableció a San Félix de Guayana como su capital.  Era el único distrito del Estado formado por un solo municipio: San Félix de Guayana.
El Distrito, hoy Municipio Caroní, limita por el Norte con el Río Orinoco, perteneciéndole las islas que él forma según la misma Ley de División, desde la isla La Ceiba hasta la punta de Aramaya por la margen derecha; por el Este, la línea divisoria del Territorio Federal Delta Amacuro que sigue desde la punta de Aramaya siguiendo una línea recta Sur – Este hasta encontrar el punto de coordenadas latitud Norte 8°25’ y de ese punto siguiendo la línea divisoria del Distrito Piar  que sigue una línea recta del rumbo Sur 14°Oeste hasta encontrar el punto de coordenadas latitud Norte 8°05’ y de longitud 62° al Oeste del meridiano de Greenwich; por el Oeste, la línea divisoria del Distrito Heres en línea recta desde la Isla La Ceiba siguiendo el Meridiano de Longitud 63° hasta el río Caroní y por el Sur, la línea divisoria del Distrito Piar desde el punto de encuentro el límite del Distrito Heres con el río Caroní, cruzando este río, continúa aguas abajo hasta encontrar el paralelo de latitud 8°5’ longitud 62°35’ al Oeste del meridiano de Greenwich.
En 1979 la Legislatura volvió a reformar la Ley de División político Territorial para definir a Ciudad Guayana como capital del Distrito.  El desarrollo de esta ciudad está a cargo de la CVG que la ha diseñado como la más grande e importante del estado desde el punto de vista poblacional e industrial.  Ubicada en la confluencia de los dos ríos más grandes de Venezuela, el Orinoco y el Caroní, crece y se expande vertiginosamente.  En ella reside la industria pesada de Venezuela y está llamada a ser el centro económico e industrial más importante del país.
Sin embargo, y pese a esta tendencia de industrialización, Ciudad Guayana cuenta con una verdadera fuente de diversas bellezas naturales.

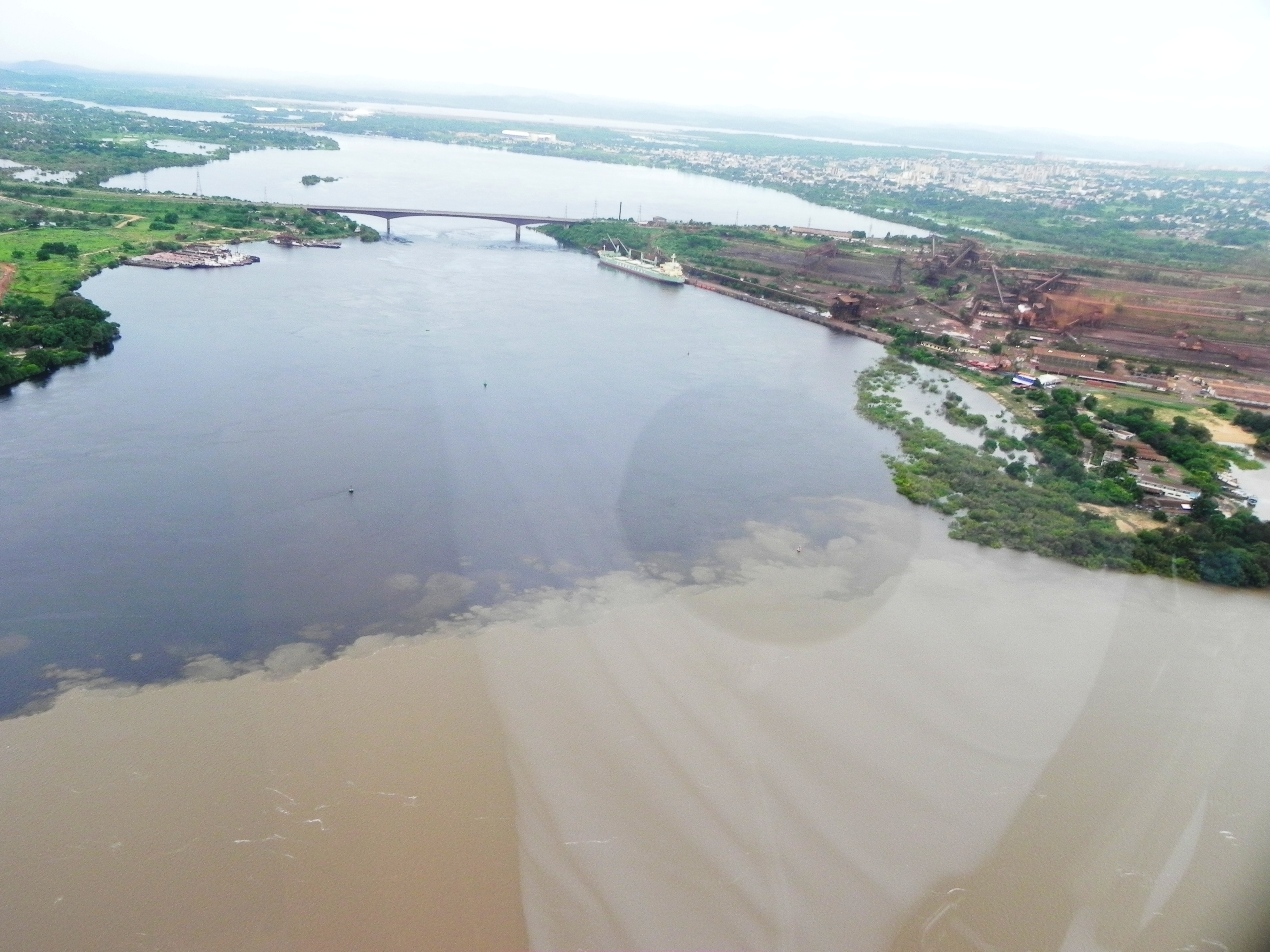
Confluencia de los ríos Orinoco y Caroní, por la temperatura distinta de ambos nunca se unen.

En esta ciudad ocurre la confluencia de los dos ríos más importantes del país, el Caroní y el Orinoco, creando una zona denominada "Caronoco" en honor a esta confluencia. Desde uno de los puentes que unen a Puerto Ordaz con San Félix, se puede divisar esta unión de los dos ríos.[cita requerida]

## Parque La Llovizna

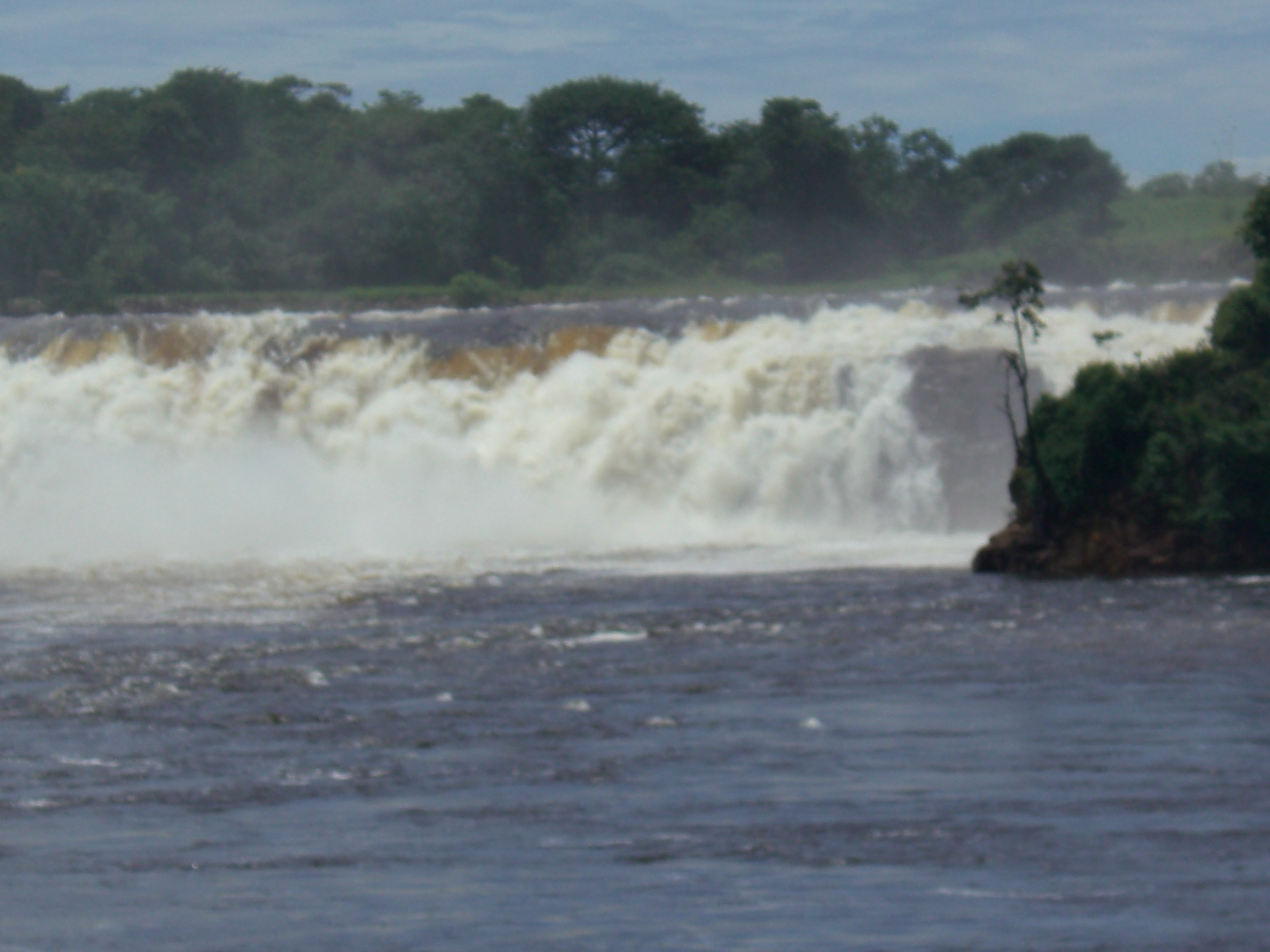
Salto La Llovizna, icono representativo de ciudad Guayana

Este hermoso lugar se encuentra ubicado en la Av. Leopoldo Sucre Figarella, vía a San Félix, al llegar al distribuidor de la represa Macagua II, se pasa por debajo de la avenida y se sigue la señalización que lleva al parque La Llovizna.
Este magnífico sitio conforma una de las paradas obligadas de cualquiera que visite la ciudad. Con una extensión de aproximadamente 165 hectáreas, este hermoso lugar posee una de las caídas de agua más vistosas de la cuenca del río Caroní como es el Salto La Llovizna.[cita requerida]

## Parque Cachamay

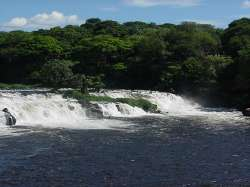
caída de agua del Parque Cachamay

Está ubicado a lo largo de la Av. Guayana, en Puerto Ordaz, estado Bolívar, Venezuela.
Este parque tiene 52 hectáreas de superficie. En él encontramos una impresionante caída de agua de 800 metros de ancho a la que el parque debe su nombre, con una vegetación tan impactante como la del parque La Llovizna, rápidos conformados por la parte baja del río Caroní y los hermosos parajes que rodean el espectáculo natural que es la cascada.
El  Cachamay es un mirador natural desde donde se pueden contemplar los caudales de agua del bajo Caroní. El viajero puede pasar el día en el parque, que además cuenta con cafeterías y centros de atención para informar a los turistas.[cita requerida]
A las afuera del parque se puede encontrar una importante venta de artesanías.

## Parque Löfling
Este parque debe su nombre al botánico sueco Pehr Löfling, quien fuera el primer naturalista en estudiar la flora y fauna de Guayana en 1754.
Su muy variada fauna proviene en su mayoría de las especies rescatadas de la represa de Guri en 1968 cuando fue necesario poner a salvo los a los animales que habitaban en las zonas y que quedarían bajo agua al comenzar a inundar Guri durante la construcción de la represa. Así pues, se trasladaron babas, chigüires, caimanes, venados, báquiros, monos, peces, morrocoyes y muchos más.
Su flora también es representativa de la zona: samanes, apamates, caobas, robles, araguaneyes, ceibas y más de 850 variedades de orquídeas, la cual es la flor nacional.
Como se puede observar, estos parques de Puerto Ordaz son una representación a escala de la selva tropical que tanto abunda en el Estado Bolívar y que lo ha hecho famoso ante el turismo nacional e internacional.[cita requerida]